# Listonic
Listonic – polska spółka specjalizująca się w tworzeniu aplikacji mobilnych związanych z zakupami i produktywnością.
Została założona w 2010 w Łodzi przez Kamila Janiszewskiego, Piotra Wójcickiego i Filipa Miłoszewskiego. Główna siedziba firmy znajduje się w Łodzi, a jeden oddział sprzedaży w Warszawie. 

## Historia
Działalność firmy zaczęła się od pracy nad mobilną Listą Zakupów – Listonic. Pomysł na aplikację został stworzony przez trzech przyjaciół, Kamila Janiszewskiego, Filipa Miłoszewskiego i Piotra Wójcickiego, którzy poznali się na Politechnice Łódzkiej studiując Informatykę. W 2005 roku, kiedy telefony z klapką królowały na rynku, założyciele spędzali semestr swoich studiów w Coventry w Wielkiej Brytanii. Mieszkając wspólnie, często napotykali problemy z organizacją zakupów i tak zrodził się pomysł na listę zakupów. Rozpoczęli wtedy szkice, a aplikację ukończyli jako projekt w ramach studiów po powrocie do Polski.
Kiedy rozpoczęła się rewolucja smartfonowa, zdecydowali zamienić swój projekt w produkt i w 2008 roku rozpoczęli poszukiwania finansowania. Akcelerator Technologii Uniwersytetu Łódzkiego umożliwił studentom kontakt z BBI Seed Fund, który zainwestował w startup na zasadzie venture capital, dlatego założyciele mogli zacząć pracować nad aplikacją na pełny etat.
Pierwsza aplikacja Listonic została opublikowana w 2009 roku, a przeprojektowana wersja pojawiła się w 2015 roku.

## Produkty
Lista zakupów – Listonic – to bezpłatna aplikacja, pozwalająca na tworzenie list zakupów. Jej celem jest usunięcie problemów związanych z używaniem papierowego zamiennika. Najważniejsze funkcje aplikacji to:
- Udostępnianie list oraz umożliwia natychmiastowy wgląd we wszelkie zmiany na liście dzięki współdzieleniu list w czasie rzeczywistym,
- Sortowanie produktów według alejek sklepowych,
- Używanie wprowadzania głosowego do dodawania produktów,
- Automatyczne sumowanie całkowitego kosztu zakupów i kupionych lub niekupionych produktów[5].

Lista zakupów – Listonic to aplikacja cross-platformowa, którą można pobrać na iOS, Android, Android Wear OS oraz korzystać z niej online przez przeglądarkę internetową. Obecnie dostępna jest ponad 40 językach.

## Model biznesowy
Model biznesowy Listonica opiera się na reklamach. Spółka sprzedaje reklamy na listach zakupów oraz w Internecie na różnych serwisach. Wśród klientów Listonic znajdują się firmy takie jak: Maspex, Tesco, Nestlé, Coca-Cola, Auchan czy Unilever. Reklamodawcy komunikujący się z konsumentami na listach zakupów korzystają z faktu, że listy zakupów są wykorzystywane podczas planowania zakupów lub w sklepie.
Drugim produktem reklamowym Listonic jest Grocery Magnet – reklamy w Internecie – bannery, video, rich media i natywne docierające do osób gotujących dla rodziny i decyzyjnych w kwestiach domowych zakupów.
W 2017 roku, Listonic rozpoczął działalność i nawiązywanie współpracy biznesowej na skalę międzynarodową. Obecnie firma pielęgnuje relacje i dotychczasową współpracę z firmami ze Stanów Zjednoczonych i Hiszpanii. W przeszłości prowadziła projekty dla firm z Litwy, Łotwy, Rumunii, Holandii i Niemiec.

## Tłumaczenie
Listonic to firma, która korzysta z crowdsourcingu tłumaczeń używając platformy Crowdin.com. Obecnie w projekt tłumaczeniowy zaangażowanych jest prawie 800 wolontariuszy. W połowie 2017 roku, Lista Zakupów – Listonic była dostępna w ośmiu językach. Obecnie wspiera ich ponad czterdzieści.

## Nagrody
- Tytuł Aplikacji Roku, Magazyn T3 (polska edycja)[9]
- Tytuł Najlepszej Aplikacji mCommerce w Mobile Trends Awards[10]
- AppAward dla najlepszej aplikacji w kategorii “Narzędzia” na Android and iOS[11]
- Wybrani w rankingu Kreatywni w Biznesie, Magazyn Brief[12]
- Drugie miejsce w MasterCard Mobile Shopping Application Awards w Polsce[13]